# Вьедма, Франсиско де
Франсиско де Вьедма и Нарваэс (исп. Francisco de Biedma y Narváez, 11 июня 1737 — 28 июня 1809) — испанский исследователь и колониальный администратор.

## Биография
Родился в 1737 году в Хаэне.
Во второй половине XVIII века вице-король Рио-де-ла-Платы Хуан Хосе де Вертис и Сальседо отправил экспедицию во главе с Хуаном де ла Пьедрой для основания фортов и колоний на побережье Патагонии. 15 декабря 1778 года экспедиция покинула Монтевидео, а 7 января 1779 года прибыла в залив Сан-Хосе на северном побережье полуострова Вальдес (сам залив Сан-Хосе является южной частью гораздо более крупного залива Сан-Матиас). Там Хуан де ла Пьедра оставил гарнизон во главе с Франсиско де Вьедмой для строительства форта Сан-Хосе.
Руководя работами по строительству форта, Вьедма также организовал ряд разведывательных экспедиций для изучения региона между полуостровом Вальдес и устьем реки Рио-Негро. Помимо этого он организовал экспедиции в Бухту Святого Юлиана на побережье современной аргентинской провинции Санта-Крус. Информацию, полученную в результате своих экспедиций, он изложил в докладе, озаглавленном «Описание южного побережья юга, в просторечии называемого Патагонией» (исп. Descripción de la costa meridional del sur, llamada vulgarmente patagónica).
В апреле 1779 года Франсиско де Вьедма вместе с Басилио Вильярино начал постройку форта на правом берегу реки Рио-Негро, получившего название Мерседес-де-Патагонес. Случившийся в июне разлив реки привёл к тому, что форт (но не выросшее вокруг него поселение) был перенесён на левый, более высокий берег; новый форт получил название Кармен-де-Патагонес. Таким образом, в устье реки Рио-Негро возникло два населённых пункта. 21 октября 1878 года первый губернатор Патагонии Альваро Баррос переименовал Мерседес-де-Патагонес в честь его основателя — так появился город Вьедма.
В июне 1785 года Франсиско де Вьедма был назначен губернатором недавно созданного интендантства Кочабамба. Там, в Кочабамбе он и скончался в 1809 году.